# 略薄多孔菌
略薄多孔菌，屬多孔菌科一種，是木棲腐生的中小型菇類，該菇類生長於如台灣等地之低中海拔林區，生長期間約是在春夏兩季之間。此種菇類食用價值頗大，可烹煮食用。